# 武川勉
武川 勉（たけかわ つとむ、1947年（昭和22年）8月18日 - ）は、日本の政治家。元山梨県富士吉田市長（1期）。

## 来歴
山梨県出身。1970年専修大学商学部卒。富士吉田市議会議員、国会議員秘書を経て、1991年、山梨県議会議員選挙に立候補し当選する。県議を2期務めた後、1999年の富士吉田市選挙に立候補し、現職の栗原雅智を破って当選した。富士吉田市長は1期務め、2003年の市長選挙で再選を目指したが、元市議の萱沼俊夫に敗れた。2007年より山梨県議会議員に復帰した。
2020年春の叙勲で旭日小綬章を受章。